# Jean-Guillaume de Saxe-Weimar
Pour les articles homonymes, voir Jean-Guillaume.
Jean-Guillaume de Saxe-Weimar (11 mars 1530, Torgau – 2 mars 1573, Weimar) est un prince de la maison de Wettin.
Il est le deuxième fils de l'électeur Jean-Frédéric Ier de Saxe et de Sibylle de Clèves. Son père perd la dignité électorale en 1547, après sa défaite face à Charles Quint, et ne retient que le titre de duc de Saxe. À sa mort, en 1554, il laisse trois fils : Johann Friedrich II, Jean-Guillaume et Jean-Frédéric III. Ils se partagent le duché paternel : Jean-Frédéric II retient Eisenach et Cobourg, Jean-Guillaume prend Weimar, et Jean-Frédéric III garde Gotha.
En 1565, Jean-Frédéric III meurt célibataire et ses frères se répartissent ses possessions. L'année suivante, Jean-Frédéric II, qui cherche à récupérer son rang d'électeur, est mis au ban de l'Empire et ses biens reviennent à Jean-Guillaume, qui rassemble ainsi l'intégralité du duché de Saxe. Toutefois, il est forcé de traiter avec les fils de Jean-Frédéric II, et en 1572 a lieu la division d'Erfurt : Jean-Guillaume ne retient que le duché de Saxe-Weimar, tandis que ses neveux Jean-Casimir et Jean-Ernest reçoivent respectivement la Saxe-Cobourg et la Saxe-Eisenach. Jean-Guillaume meurt l'année suivante.

## Descendance
Le 15 juin 1560, Jean-Guillaume épouse Dorothée-Suzanne de Simmern (15 novembre 1544 – 8 avril 1592), fille de l'électeur palatin Frédéric III. Cinq enfants sont nés de cette union :
- Frédéric-Guillaume Ier de Saxe-Weimar (25 avril 1562 – 7 juillet 1602), duc de Saxe-Weimar ;
- Sibylle-Marie (7 novembre 1563 – 20 février 1569) ;
- un fils mort-né (9 octobre 1564) ;
- Jean II de Saxe-Weimar (22 mai 1570 – 18 juillet 1605), duc de Saxe-Weimar ;
- Marie de Saxe-Weimar (7 octobre 1571 – 7 mars 1610), abbesse de Quedlinbourg.